# Eubazus aequator
Eubazus aequator är en stekelart som först beskrevs av Herrich-Schäffer 1838.  Eubazus aequator ingår i släktet Eubazus och familjen bracksteklar. Inga underarter finns listade i Catalogue of Life.